# Korintiska kriget
Korintiska kriget var en konflikt i Antikens Grekland som varade från 395 f.Kr. till 387 f.Kr., mellan Sparta och fyra allierade stater; Thebe, Aten, Korinth och Argos, vilka ursprungligen stöddes av Persien. Den direkta orsaken till kriget var en lokal konflikt i nordvästra Grekland i vilken både Thebe och Sparta lade sig i. Den mer djupgående orsaken var fientligheten mot Sparta på grund av stadens "expansion i Mindre asien, centrala och norra Grekland... och till och med västra".
Kriget utkämpades på två fronter, på land nära Korinth och Thebe och till havs i Egeiska havet. På fastlandet tillkämpade sig spartanerna flera tidiga segrar i större slag men de misslyckades med att dra full nytta av sin tillfälliga fördel, och stridandet nådde snart ett dödläge. Till havs besegrades den spartanska flottan tidigt i kriget av en persisk flotta, en händelse som starkt bidrog till att Sparta avslutade sina försök med att dominera havet. Atenarna drog nytta av detta faktum och utförde flera militära kampanjer till havs under den senare delen av kriget, och lyckades ta tillbaka en rad öar som ursprungligen hade tillhört det atenska imperiet under 500-talet f.Kr.
Perserna blev så småningom oroade över aternas framgång och upphörde med sitt stöd för att istället stöda Sparta. Detta avhopp tvingade de allierade staterna att uppnå fred. Antalkidiska freden, eller Kungens fred, undertecknades 387 f.Kr. och avslutade kriget. Avtalet innebar att Persien fick kontroll över Jonien och att alla andra grekiska städer skulle bli självständiga. Sparta skulle vara fredens övervakare, med makten att upprätthålla dess klausuler. Resultatet av kriget var alltså att Persien fick möjlighet att ingripa i grekisk politik samt att Spartas hegemoniska position vidhölls i det grekiska politiska systemet.